# Faun
Faun és una banda alemanya formada el 2002 que principalment recupera música medieval de les seves fonts originals i també interpreta temes nous dins dels gèneres pagan folk i darkwave. L'originalitat del seu estil de música rau en el fet que, com d'altres grups reconstruccionistes, recorren a instruments "antics", i el cant és sempre el seu centre d'atenció. Les cançons es realitzen en una gran varietat d'idiomes, incloent alemany, llatí, grec, gaèlic i escandinau. Els seus instruments inclouen l'arpa celta, l'arpa sueca, la viola de roda, la gaita, la cítara, el flautí, i molts altres.

## Biografia
La banda va ser fundada el 2002 per Oliver "SaTyr" Pade, Elisabeth Pawelke, Fiona Rüggeberg i Birgit Muggenthaler. Dos anys després, Rüdiger Maul va entrar a la banda com a percussionista. Alhora, Birgit deixà la banda per continuar la seva vida musical amb la banda de folk-rock Schandmaul. El 2002 van llançar el seu primer álbum Zaubersprüche. Niel Mitra va ser el músic convidat de l'àlbum, i més tard es va convertir en membre a temps complet de la banda, l'únic membre que toca instruments electrònics. Elisabeth Pawelke va deixar Faun el 2008 per centrar-se en els seus estudis de cant clàssic a Basilea, Suïssa. Va ser succeïda per Sandra Elflein, que va deixar Faun l'abril de 2010 a causa d'un embaràs i problemes de salut. La cantant i multiinstrumentista Rairda la reemplaçà.

### Membres
- Oliver Sa Tyr - veu, buzuki, nyckelharpa (arpa sueca), arpa celta, arpa de boca
- Fiona Rüggeberg - veu, gravadores, whistle, gaita, seljefloyte
- Rüdiger Maul - tar, riq, davul, panriqello, darbuka, timba, gaxixi i molts altres instruments de percussió
- Niel Mitra - seqüenciador, sampler, sintetitzador, FL Studio, Brunzit, Logic Audio, TASCAM us 224, boss dr 202, Korg Alpha, síntesi granular, síntesi carpeta, feedbacks, sons presos de la naturalesa i la vida quotidiana
- Sonja Drakulich (des de 2012) - veu, dulcimer, instruments de percussió
- Stephan Groth (des de 2012) - veu, viola de roda, flautes, cítara

### Antics membres
- Elisabeth Pawelke - veu, viola de roda
- Birgit Muggenthaler (1998-2000, actualment membre de la banda alemanya Schandmaul) - whistles, gaitas, gralla, veu
- Sandra Elflein (2008-2010) - veu, violí
- Rairda (2010-2012) - veu, arpa, flautes, instruments de percussió, viola de roda

## Estil

### Música
Per expressar el seu propi vincle amb la naturalesa la banda va encunyar el terme "Pagan Folk" (folk pagà) per a identificar l'estil d'un dels seus concerts, també degut a la gran mescla d'influències de la banda. Mentre que el terme va ser utilitzat inicialment per només concerts amplificats electrònicament i no per concerts acústics, el terme va fer fortuna i ara és utilitzat pels fans i la banda per la seva música en termes globals. Una cita d'Oliver Pade revela una altra possibilitat per haver triat aquest terme específic: "Nosaltres mateixos no sabem quin tipus de música toquem, així que l'anomenem paganfolk" (Oliver Pade 2004 en una entrevista pel Summer Darkness a l'estiu de 2004 a Utrecht, Països Baixos).

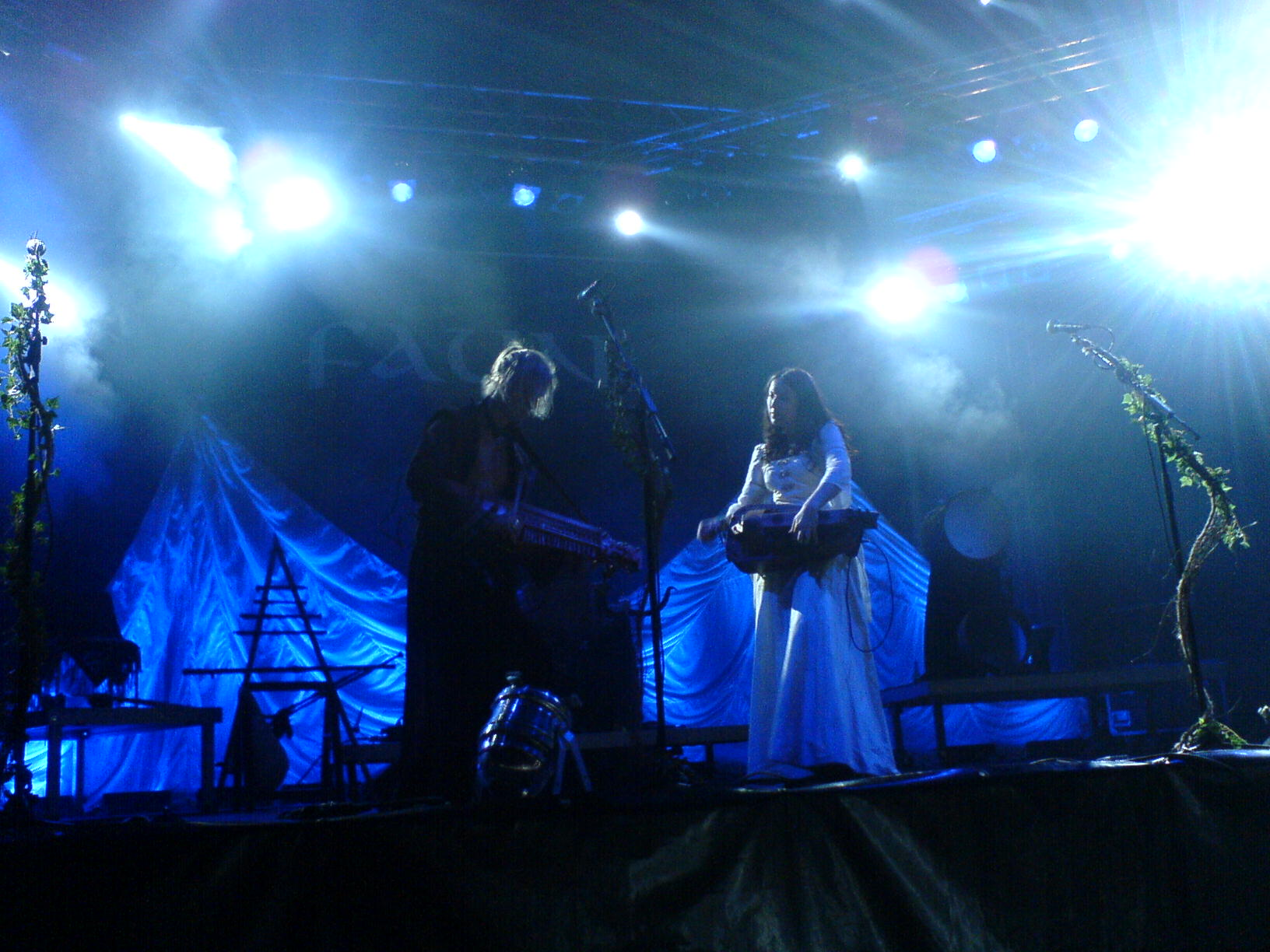
Pade i Pawelke al Wave-Gotik-Treffen al 2007

El repertori de Faun va des de balades malenconioses a balls exuberants com el britànic An Dro. Així interpreten melodies històriques de diferents èpoques i regions i, d'altra banda, creen una gran quantitat de composicions pròpies.
Faun combina antigues cançons perses i  àrabs amb la nyckelharpa sueca i lletres en alt alemany. Igualment distintius són el cant de Pawelke i de Rüggeberg, sobretot a dues veus, i en les noves gravacions el ritme de la conducció de Niel Mietra.
L'àlbum debut Zaubersprüche s'ocupa principalment de balades lentes que van de la baixa edat mitjana al Romanticisme. La instrumentació és totalment acústica i renuncia a instruments moderns i ritmes electrònics. El segon àlbum compta amb moltes menys balades, però ofereix melodies ballables com Andro Unda i la cançó doble  Dava/Punagra.
Faun és un excel·lent exemple de la música Mittelalter, un estil musical alemany que barreja música medieval i música folk moderna.

### Lletres
Les lletres procedeixen de molts diversos idiomes, alemany, alt alemany mitjà, antic islandès, baix alemany, llatí, hongarès, finès i judeocastellà entre d'altres. A les lletres pròpies el grup utilitza o escriu lletres inspirades en textos clàssics com el Carmina Burana ("Satyros", "Renaixement"), les Cantigas de Santa Maria ("Dona Que Deus", "Renaixement"), els Jenaer Liederhandschrift de Vitslav III, príncep de Rügen ("Loibere ressuscitat", "Renaixement"), Egils Saga ("Licht"), els Edda ("Sigurdlied", "Buch der Balladen"), Heinrich von Morungen ("Von den Elben", "Licht"), la balada del  rei Enric, així com dels autors romàntics i moderns com ara John Keats ("Der Wilde Wasermann", "Buch der Balladen"), Baron Münchhausen («2 Falken", "Totem" i "Jahrtasendalt", "Buch der Balladen"), José Melchor Gomis ("Tinta", "Totem"), Joseph Freiherr von Eichendorff ("Der Stille Grund", "Totem"), Felicitas Kukuck ("Tanz über die Brücke", "Buch der Balladen") i altres.

### Significat del nom

logo de la banda

El nom prové de l'antic Faune de la mitologia grega i la mitologia romana, que és la deïtat dels pastors, també anomenat Pan. Segons la banda, aquest nom, que sovint també es representa com un esperit natural o forestal, ha d'expressar la connexió dels membres amb la natura. Per la mateixa raó el pseudònim d'Oliver Pade és Sàtir, que està estretament relacionat amb Faune.

## Discografia
- Zaubersprüche (2002)
- Licht (2003)
- Lichtbilder (DVD, 2004)
- Renaissance (2005)
- Tòtem (2007)
- Ornament (DVD, 2008)
- FAUN & The Festival Folk Pagan - Live feat. Sieben i In Gowan Ring (2008)
- Buch der Balladen (2009)
- Eden (2011)
- Von den Elben (2013)

La banda ha sigut convidada a participar en diverses gravacions, entre d'altres el 2009 per Mediaeval Bæbes a l'àlbum Illumination. El seu nou àlbum, Von den Elben, va ser llançat el 25 de gener de 2013. L'àlbum conté cançons alemanyes sobre follets, sirenes, joglars, valls verdes i el món celta.